# Седрік «Розважальник»
Седрік Антоніо Кайлс (англ. Cedric Antonio Kyles, відомий як Седрік «Розважальник» (англ. Cedric the Entertainer); нар. 24 квітня 1964) — американський актор і комік.

## Біографія
Седрік «Розважальник» народився в 1965 році. Свій псевдонім придумав перед початком шоу-кар'єри. У вищій школі був самим гумористичним студентом. Його кар'єра коміка почалася, коли він виграв конкурс Johnny Walker National Comedy Contest. Але потім регулярно практикувався в нічному клубі рідного Сент-Луїсу. А в 1993 отримав місце на телебаченні, як ведучий комічної телепередачі.
У 1998, нарешті, послідувало запрошення в Голлівуд, де всіх «королів комедії» зняв знаменитий Спайк Лі — в практично документальному «Справжні королі комедії», присвяченому черговому туру комедійного квартету. У 2000 Седрік почав свою кінокар'єру, знявшись в «Будинку великої матусі».
Наступні фільми: «Доктор Дулітл 2» (2001), «Перукарня» (2002), «Нестерпна жорстокість» (2003), «Лемоні Снікет: 33 нещастя», «Відпустка родини Джонсонів», «Перукарня 2: Знов у справі» (2004), «Господар положення», «Будь крутішим!», «Молодята» (2005).

## Фільмографія

### Кінофільми
| Рік  | Фільм                                   | Роль                       | Примітка                  |
| ---- | --------------------------------------- | -------------------------- | ------------------------- |
| 1998 | Гонка                                   | Бо                         |                           |
| 2000 | Дім великої матусі                      | священник                  |                           |
| 2000 | Справжні королі комедії                 | в ролі самого себе         | також сценарист           |
| 2001 | Доктор Дулітл 2                         | ведмідь                    | озвучка                   |
| 2002 | Шахраї                                  | Рей Харріс                 |                           |
| 2002 | Перукарня                               | Едді                       |                           |
| 2002 | Льодовиковий період                     | Карл                       | озвучка                   |
| 2003 | Нестерпна жорстокість                   | Гас Петч                   |                           |
| 2004 | Перукарня 2: Знов у справі              | Едді                       |                           |
| 2004 | Відпустка родини Джонсонів              | Нейт Джонсон               | також продюсер            |
| 2004 | Лемоні Снікет: 33 нещастя               | детектив                   |                           |
| 2005 | Будь крутішим!                          | Сін ЛяСалль                |                           |
| 2005 | Мадагаскар                              | Моріс                      | озвучка                   |
| 2005 | Man of the House                        | Персі Стівенс              |                           |
| 2005 | Медовий місяць                          | Ральф Крамден              | також продюсер            |
| 2006 | Павутиння Шарлотти                      | гусак Голль                | озвучка                   |
| 2007 | Кодове ім'я: Чистильник                 | Джейк Роджерс              | також продюсер            |
| 2007 | Поговори зі мною                        | 'Nighthawk' Bob Terry      |                           |
| 2008 | Ласкаво просимо додому, Роско Дженкінс! | Клайд                      |                           |
| 2008 | Королі вулиць                           | Скріббл                    |                           |
| 2008 | Мадагаскар 2                            | Моріс                      | озвучка                   |
| 2008 | Кадилак Рекордс                         | Віллі Діксон               |                           |
| 2009 | У коханні дозволено все                 | професор Шокворті          |                           |
| 2009 | Веселого Мадагаскару                    | Моріс                      | озвучка                   |
| 2011 | Ларрі Краун                             | Ламар                      |                           |
| 2011 | Chicago Pulaski Jones                   | детектив                   | також виконавчий продюсер |
| 2012 | Мадагаскар 3                            | Моріс                      | озвучка                   |
| 2013 | Будинок з паранормальними явищами       | отець Вільямс              |                           |
| 2013 | Літачки                                 | Лідботтом                  | озвучка                   |
| 2014 | Будинок з паранормальними явищами 2     | отець Вільямс              |                           |
| 2014 | Літачки: Рятувальний загін              | Лідботтом                  | озвучка                   |
| 2015 | Шалена карта                            | Пінчус                     |                           |
| 2016 | Перукарня 3                             | Едді                       |                           |
| 2016 | Чому він?                               | Лу Данн                    |                           |
| 2017 | Витоки Реформатства                     | пастор Джоел Джефферс      |                           |
| 2020 | Son of the South                        | преподобний Ральф Абернаті |                           |
| 2020 | The Opening Act                         | Біллі Джі                  |                           |
| 2023 | Плюс один                               | Альфред Андерс             |                           |
| 2023 | How I Learned to Fly                    | Луїс                       |                           |
| 2024 | A Hip-Hop Story                         | The Notorious B.I.G.       |                           |
| 2024 | Outlaw Posse                            | Гораціо                    |                           |
| 2024 | Без глазурі                             | Стю Смайлі                 |                           |

### Телебачення
| Рік       | Серіал                    | Роль                        | Примітки                                   |
| --------- | ------------------------- | --------------------------- | ------------------------------------------ |
| 2011      | Кралі в Клівленді         | преподобний Бойс Баллентайн | епізод: «Bridezelka»                       |
| 2012—2016 | The Soul Man              | преподобний Бойс Баллентайн | 54 епізоди                                 |
| 2012      | Дві дівчини без копійчини | Даріус                      | епізод: «And the Pre-Approved Credit Card» |
| 2014      | Кралі в Клівленді         | преподобний Бойс Баллентайн | епізод: «Stayin' Alive»                    |
| 2016      | Ті самі дні               | Скотт Джоплін               | епізод: «Joplin»                           |
| 2018      | Темніють                  | Смокі                       | 2 епізоди                                  |
| 2019—2020 | Влада у нічному місті     | Круп                        | 3 епізоди                                  |
| 2018—2024 | The Neighborhood          | Келвін Батлер               | 114 епізодів                               |